# 長谷和夫
長谷 和夫（はせ かずお、1927年11月21日 - 没年不明）は、日本の映画監督。

## 経歴
東京市出身。1951年法政大学文学部卒業、52年松竹京都撮影所監督部入所、助監督として酒井辰雄、大曾根辰夫につき、溝口健二の教えを受ける。『海猫が飛んで』などのシナリオを執筆。64年松竹大船に移り、65年監督昇進。『その口紅が憎い』でデビュー。倍賞千恵子、三田佳子ら主演の映画を監督したあと、『戦いすんで日が暮れて』など松竹製作のテレビ映画中心に移行、『必殺仕掛人』『科学捜査官』『甘ったれるな』などを演出。76年フリーとなり、テレビのシリーズもの、2時間ドラマを手がけ、『無人霊柩車殺人事件』（1980、テレビ朝日）『女弁護士 朝吹里矢子 レイプされた恋人』『どたん場で第三の男』などを演出。
日本映画監督協会公式サイトでは物故者となっているが、没年などは知られていない。

## 映画
- その口紅が憎い（1965年）
- 俺たちの恋（1965年）
- 続青雲やくざ 怒りの男（1965年）
- 火の太鼓（1966年）
- 天下の快男児（1966年）
- 女は復讐する（1966年）
- 日没前に愛して（1967年）
- 夜のひとで（1967年）
- 嵐に立つ（1968年）
- 怪談残酷物語（1968年）
- 新宿育ち（1968年）
- 殺すまで追え 新宿25時（1969年）
- 戦いすんで日が暮れて（1970年）
- 仁鶴・可朝・三枝の男三匹やったるでえ!（1970年）

## テレビドラマ
- 戦いすんで日が暮れて（NTV、1969年）
- 昨日と明日の間（NTV、1970年）
- 必殺仕掛人（ABC、1972-1973年、18話、22話、26話、29話、31話）
- 必殺仕置人 (1973年、17話、24話)
- 科学捜査官（KTV、1973-1974年）
- 西陣の女（CX、1975年）
- 長崎犯科帳 (1975年, 15話)
- 隠し目付参上 (1976年) (6)(12)(16)(23)(26)
- 江戸特捜指令 (1976年-1977年) (4)(5)(26)
- 新五捕物帳（NTV、1977-78年）
- 大江戸捜査網(4)（12CH、1977-78年）
- 大空港 (1978年-1980年) (15)(19)(24)(26)(28)(29)(37)(43)(47)(55)(63)(77)(78)
- 黒いカーテン（YTV、1979年）
- 愛の逃亡者（ANB、1980年）
- 旅がらす事件帖（ANB、1980年）
- 無人霊柩車殺人事件 二度死んだ女（ANB、1980年）
- 大江戸捜査網(5)（12CH、1980年）
- 雪山の死美人（ANB、1981年）
- 湖水の死美人（ANB、1981年）
- 終着駅殺人事件（ANB、1981年）
- 女弁護士朝吹里矢子(6)（ANB、1982年）
- 軽井沢、夏の危険地帯（ANB、1982年）
- 暁に斬る!（KTV、1982-83年）
- 整形復顔の女（ANB、1983年）
- 白い素肌の美女（ANB、1983年）
- 死美人ホテル（ANB、1983年）
- 女教師 白い肌の記憶（ABC、1983年）
- 流れ星佐吉（KTV、1984年）
- 遅すぎた手紙（NTV、1984年）
- 浴室の死美人（ANB、1985年）
- ねらわれた社長一族（ANB、1985年）
- 隠しカメラの人妻（ANB、1985年）
- 特急北アルプス殺人事件（ANB、1986年）
- 佐渡が島殺人事件（ABC、1986年）
- 牟田刑事官事件ファイル(5)（ANB、1986年）
- 京菓子殺人事件（KTV、1986年）
- 白銀のみちのく幽霊殺人（ANB、1986年）
- 妻のひとり旅（KTV、1987年）
- 雪の別離（KTV、1987年）
- 白昼の悪魔（KTV、1987年）
- 月光の死美人（ANB、1987年）
- どたん場で第3の男（ABC、1987年）
- ダンススクール連続殺人（ANB、1988年）
- すてきな三にんぐみ（KTV、1988年）
- 研ナオコのうそつき娘物語（ABC、1988年）
- 真夜中の病室（NTV、1989年）
- なんでも屋繁盛記（ABC、1989年）
- 自白調書 深夜の路上OL殺人事件!（NTV、1989年）
- さすらい刑事旅情編II (1989年-1990年)
- 殺しのインターチェンジ（KTV、1990年）
- 顔斬り（NTV、1990年）
- はりつけ島連続殺人 なんでも屋探偵帖（ABC、1990年）
- ペテン師軍団10億円パーフェクトゲーム!（ABC、1991年）
- 北の運河殺人事件 姉を殺した男を守るアリバイの壁（NTV、1992年）
- 切り裂かれた絵（NTV、1992年）
- さすらい刑事旅情編V (1992-1993年) (2)(4)(14)(15)
- さすらい刑事旅情編VI (1993年-1994年) (19)(20)
- 魔性の殺人 幽霊からの脅迫電話!?（ANB、1993年）
- 当番弁護士(1)（NTV、1995年）
- 絆（NTV、1996年）
- 当番弁護士4（NTV、1997年）
- 骨壺を抱く二人の女 加賀温泉・九谷焼きの水指しに隠された美人陶芸家の謎（BSジャパン、2001年）